# Štefan Kozel
Štefan Kozel (madžarsko Kozel István), slovenski pesnik, avtor prve krašičke pesmarice.
Kozel je živel v 18. stoletju v Slovenski okroglini, kjer je napisal katoliško pesmarico. Edini ohranjeni primerek ima okoli 350 strani, prvih 14 strani ter nekaj strani na koncu pa na tem primerku manjka. Kaže, da je Kozel dodal starejši pesmarici iz 18. stoletja le platnice in napisal pesmi od strani 328 dalje.
V istem stoletju je v Kraščih nastala še ena pesmarica v prekmurščini, katere avtor ni znan. Po nekaterih virih naj bi bil avtor učitelj Juri Kous, po drugih pa duhovnik Štefan Pauli.

## Vir
- Novak, Vilko (1997). Martjanska pesmarica. Ljubljana : Znanstvenoraziskovalni center SAZU. Založba ZRC. COBISS 66453504. ISBN 961-6182-27-7.